# Thin Lizzy
Thin Lizzy – irlandzki zespół muzyczny wykonujący klasyczny hard rock oraz heavy metal.
Powstał w 1969 roku w Dublinie. Sławę grupie przyniosły utwory pt. The Boys are Back in Town z 1976 roku oraz Whiskey in the Jar z 1973 roku.

## Muzycy

### Obecny skład zespołu
- Scott Gorham – gitara, wokal wspierający (1974–1983, 1996–2001, od 2004)
- Darren Wharton – instrumenty klawiszowe, wokal wspierający (1981–1983, 1996–2001, od 2010)
- Ricky Warwick – wokal prowadzący, gitara (od 2010)
- Damon Johnson – gitara, wokal wspierający (od 2011)
- Tom Hamilton – gitara basowa (od 2016)
- Scott Travis – perkusja, instrumenty perkusyjne (od 2016)[3]

### Byli członkowie zespołu
- Phil Lynott (zmarły) – gitara basowa, wokal prowadzący (1969–1983)
- Brian Downey – perkusja, instrumenty perkusyjne (1969–1983, 1996–1998, 2010–2016)
- Eric Bell – gitara, wokal wspierający (1969–1973)
- Eric Wrixon (zmarły) – instrumenty klawiszowe, wokal wspierający (1969–1970)
- Gary Moore (zmarły) – gitara, wokal wspierający (1974, 1977, 1978–1979)
- John Cann (zmarły) – gitara, wokal wspierający (1974)
- Andy Gee – gitara, wokal wspierający (1974)
- Brian Robertson – gitara, wokal wspierający (1974–1978)
- Mark Nauseef – perkusja, instrumenty perkusyjne (1978–1979)
- Midge Ure – gitara, instrumenty klawiszowe, wokal wspierający (1979–1980)
- Dave Flett – gitara, wokal wspierający (1979)
- Snowy White – gitara, wokal wspierający (1980–1982)
- John Sykes (zmarły) – gitara, wokal prowadzący, wokal wspierający (1982–1983, 1996–2001, 2004–2009)
- Marco Mendoza – gitara basowa, wokal wspierający (1996–2001, 2005–2007, 2010–2016)
- Tommy Aldridge – perkusja (1998–2001, 2007–2009)
- Randy Gregg – gitara basowa, wokal wspierający (2004–2005)
- Michael Lee (zmarły) – perkusja (2004–2007)
- Francesco DiCosmo – gitara basowa, wokal wspierający (2007–2009)
- Vivian Campbell – gitara, wokal wspierający (2010–2011)
- Richard Fortus – gitara, wokal wspierający (2011)
- Mikkey Dee – perkusja, instrumenty perkusyjne (2016)[4][5][3]

## Dyskografia

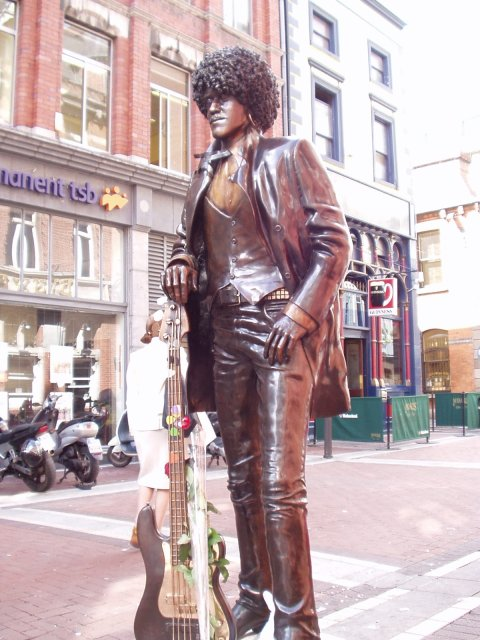
Pomnik Phila Lynotta w Dublinie

### Albumy studyjne
| 1971                           | Thin Lizzy - Data: 30 kwietnia 1971 - Wydawca: Deram Records                     | –   | –  | –  | –  | –   | –   | –  |                                       |
| 1972                           | Shades of a Blue Orphanage - Data: 10 marca 1972 - Wydawca: Deram Records        | –   | –  | –  | –  | –   | –   | –  |                                       |
| 1973                           | Vagabonds of the Western World - Data: 21 września 1973 - Wydawca: Deram Records | –   | –  | –  | –  | –   | –   | –  |                                       |
| 1974                           | Nightlife - Data: 8 listopada 1974 - Wydawca: Mercury Records                    | –   | –  | –  | –  | –   | –   | –  |                                       |
| 1975                           | Fighting - Data: 12 września 1975 - Wydawca: Mercury Records                     | –   | 60 | –  | 49 | –   | –   | –  |                                       |
| 1976                           | Jailbreak - Data: 26 marca 1976 - Wydawca: Mercury Records                       | 18  | 10 | –  | 21 | 212 | 150 | –  | - USA: złota płyta - GBR: złota płyta |
| 1976                           | Johnny the Fox - Data: 16 października 1976 - Wydawca: Mercury Records           | 52  | 11 | –  | 17 | 261 | –   | –  | - GBR: złota płyta                    |
| 1977                           | Bad Reputation - Data: 2 września 1977 - Wydawca: Mercury Records                | 39  | 4  | 13 | 9  | 134 | –   | –  | - GBR: złota płyta                    |
| 1979                           | Black Rose: A Rock Legend - Data: 13 kwietnia 1979 - Wydawca: Warner Bros.       | 81  | 2  | 15 | 8  | 114 | –   | –  | - GBR: złota płyta                    |
| 1980                           | Chinatown - Data: 10 października 1980 - Wydawca: Warner Bros.                   | 120 | 7  | 20 | –  | 126 | –   | –  | - GBR: srebrna płyta                  |
| 1981                           | Renegade - Data: 15 listopada 1981 - Wydawca: Warner Bros.                       | 157 | 38 | –  | 24 | –   | –   | –  |                                       |
| 1983                           | Thunder and Lightning - Data: 4 marca 1983 - Wydawca: Warner Bros.               | 159 | 4  | 10 | 12 | –   | –   | 40 | - GBR: srebrna płyta                  |
| „–” pozycja nie była notowana. |                                                                                  |     |    |    |    |     |     |    |                                       |

### Albumy koncertowe
| 1978                           | Live and Dangerous - Data: 2 czerwca 1978 - Wydawca: Vertigo, Warner Bros.              | 84 | 63 | 27 | - GBR: platynowa płyta |
| 1983                           | Live – Life - Data: 16 października 1983 - Wydawca: Vertigo, Warner Bros.               | –  | 29 | 29 |                        |
| 1994                           | BBC Radio One Live in Concert - Data: 1994 - Wydawca: Windsong, Griffin Music           | –  | –  | –  |                        |
| 1994                           | The Peel Sessions - Data: 1994 - Wydawca: Strange Fruit                                 | –  | –  | –  |                        |
| 1999                           | Boys Are Back in Town: Live in Australia - Data: 7 grudnia 1999 - Wydawca: Nippon Crown | –  | –  | –  |                        |
| 2000                           | One Night Only - Data: 20 czerwca 2000 - Wydawca: CMC International                     | –  | –  | –  |                        |
| 2008                           | UK Tour '75 - Data: 8 września 2008 - Wydawca: RSK                                      | –  | –  | –  |                        |
| 2009                           | Still Dangerous - Data: 2 marca 2009 - Wydawca: VH1 Classic Records                     | –  | –  | –  |                        |
| „–” pozycja nie była notowana. |                                                                                         |    |    |    |                        |

### Single
| 1970                           | „The Farmer”                    | –  | – | –  |
| 1972                           | „Whiskey in the Jar”            | –  | 7 | 6  |
| 1973                           | „Randolph’s Tango”              | –  | – | –  |
| 1973                           | „The Rocker”                    | –  | – | –  |
| 1974                           | „Little Darlin'”                | –  | – | –  |
| 1974                           | „Philomena”                     | –  | – | –  |
| 1975                           | „Rosalie”                       | –  | – | –  |
| 1975                           | „Wild One”                      | –  | – | –  |
| 1976                           | „The Boys Are Back in Town”     | 12 | – | 8  |
| 1976                           | „Cowboy Song”                   | 77 | – | –  |
| 1976                           | „Jailbreak”                     | –  | – | 31 |
| 1976                           | „Don’t Believe a Word”          | –  | – | 12 |
| 1977                           | „Dancing in the Moonlight”      | –  | – | 14 |
| 1978                           | „Rosalie (Cowgirl’s Song)”      | –  | – | 20 |
| 1979                           | „Waiting for an Alibi”          | –  | – | 9  |
| 1979                           | „Do Anything You Want to Do”    | –  | – | 14 |
| 1979                           | „Sarah”                         | –  | – | 24 |
| 1980                           | „Hey You”                       | –  | – | –  |
| 1980                           | „Chinatown”                     | –  | – | 21 |
| 1981                           | „Trouble Boys”                  | –  | – | –  |
| 1982                           | „Hollywood (Down on Your Luck)” | –  | – | –  |
| 1983                           | „Cold Sweat”                    | –  | – | –  |
| 1983                           | „Thunder and Lightning”         | –  | – | –  |
| 1983                           | „The Sun Goes Down”             | –  | – | –  |
| „–” pozycja nie była notowana. |                                 |    |   |    |

### Minialbumy
| 1971                           | New Day - Data: 1971 - Wydawca: Decca Records                                | –  |
| 1978                           | Whiskey in the Jar - Data: 1978 - Wydawca: Decca Records                     | –  |
| 1979                           | Star Trax - Data: 1979 - Wydawca: Vertigo Records                            | –  |
| 1979                           | Thing’s Ain’t Working Down at the Farm - Data: 1979 - Wydawca: Decca Records | –  |
| 1980                           | Killer on the Loose - Data: 1980 - Wydawca: Vertigo Records                  | –  |
| 1981                           | Killers Live - Data: 1981 - Wydawca: Vertigo Records                         | 19 |
| 1983                           | Cold Sweat - Data: 1983 - Wydawca: Vertigo Records                           | 27 |
| 1986                           | Whiskey in the Jar / The Rocker - Data: 1986 - Wydawca: Vertigo Records      | –  |
| 1991                           | The Boys Are Back in Town - Data: 1991 - Wydawca: Vertigo Records            | 63 |
| 1991                           | Dedication - Data: 1991 - Wydawca: Vertigo Records                           | 35 |
| „–” pozycja nie była notowana. |                                                                              |    |

### Kompilacje
| 1976                           | Remembering Part 1 - Data: 1976 - Wydawca: Decca Records                                          | –  | –  | –  |
| 1979                           | The Continuing Saga of the Ageing Orphans - Data: 1979 - Wydawca: Decca Records                   | –  | –  | –  |
| 1981                           | The Adventures of Thin Lizzy - Data: 1981 - Wydawca: Decca Records                                | 6  | –  | –  |
| 1991                           | Dedication: The Very Best of Thin Lizzy - Data: 4 lutego 1991 - Wydawca: Vertigo, Universal Music | 8  | –  | 37 |
| 1996                           | Wild One: The Very Best of Thin Lizzy - Data: 1996 - Wydawca: PolyGram, Mercury, EMI              | 18 | –  | 21 |
| 1996                           | Whiskey in the Jar - Data: 1996 - Wydawca: Karussell, Spektrum, Universal                         | –  | –  | –  |
| 2002                           | Vagabonds, Kings, Warriors, Angels - Data: 26 lutego 2002 - Wydawca: Vertigo                      | –  | –  | –  |
| 2004                           | Greatest Hits - Data: 2004 - Wydawca: Universal Music                                             | –  | 18 | –  |
| 2006                           | The Definitive Collection - Data: 20 czerwca 2006 - Wydawca: Mercury Records                      | –  | –  | –  |
| „–” pozycja nie była notowana. |                                                                                                   |    |    |    |

## Wideografia
| 1978                           | Live and Dangerous (VHS) - Data: 1978 - Wydawca: Vertigo, Warner Bros.                                           | –  | 163 |
| 1993                           | Dedication: The Very Best of Thin Lizzy (VHS) - Data: 1993 - Wydawca: Vertigo, Universal Music                   | –  | –   |
| 1997                           | The Boys Are Back in Town (VHS) - Data: 1997 - Wydawca: Nippon Crown                                             | –  | –   |
| 2004                           | Inside Thin Lizzy 1971-1983 (DVD) - Data: 5 października 2004 - Wydawca: Classic Rock Legends                    | –  | –   |
| 2004                           | Are You Ready?: Live at Rockpalast (DVD) - Data: 2004 - Wydawca: Eagle Vision                                    | 78 | –   |
| 2005                           | Thunder and Lightning Tour (DVD) - Data: 2005 - Wydawca: RTE                                                     | –  | –   |
| 2006                           | One Night In Dublin – A Tribute to Phil Lynott (DVD) - Data: 4 kwietnia 2006 - Wydawca: Eagle Rock Entertainment | –  | –   |
| „–” pozycja nie była notowana. | |    |     |

## Nagrody i wyróżnienia
| Rok  | Kategoria           | Tytułem    | Nagroda         | Nota | Źródło |
| ---- | ------------------- | ---------- | --------------- | ---- | ------ |
| 2016 | Kerrang! Hero Award | Thin Lizzy | Kerrang! Awards | Laur | [ 19 ] |